# Gerrit van Iterson

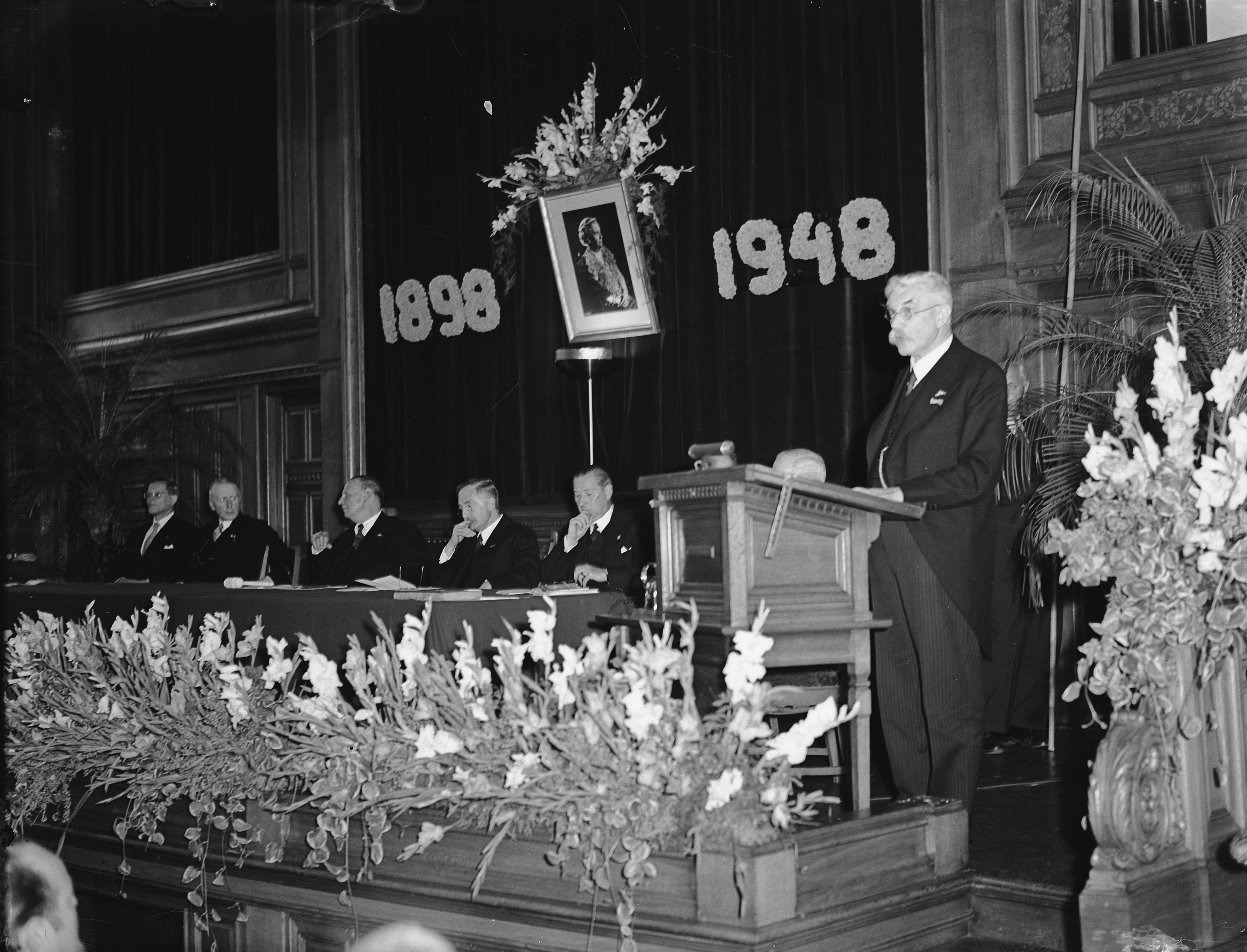
Gerrit van Iterson en la tarima durante los actos del 50 Jubileo de la reina Guillermina de los Países Bajos en 1948

Gerrit van Iterson Jr (Roermond, 19 de agosto de 1878 - Wassenaar, 4 de enero de 1972) fue un botánico neerlandés. Catedrático en la Universidad Técnica de Delft, desarrolló un enfoque matemático para el estudio de los patrones de crecimiento de las plantas, disciplina conocida con el nombre de filotaxis.

## Semblanza
Gerrit van Iterson estudió en el Departamento de Ingeniería Química en el Politécnico de Delft de 1897 a 1901, donde estudió química con H. Behrens y microbiología con Martinus Willem Beijerinck. Obtuvo su doctorado en 1907 con una tesis sobre filotaxis, donde presentó una teoría matemática del crecimiento de las hojas (Mathematical und Studien über microscopic anatomical Blattstellungen, etc.). También creó un diagrama que pasó a llamarse Diagrama de van Iterson, basado en sus estudios sobre cómo las esferas pueden disponerse en un patrón cilíndrico regular llamado "red rómbica".
La página "Acerca de la filotaxis" del Smith College señala que el diagrama de van Iterson del crecimiento de las plantas está relacionado con una teselación del plano hiperbólico.
La tesis quedó un tanto olvidada durante el siglo XX, pero a partir de los trabajos posteriores de Stéphane Douady y de Yves Couder, sus trabajos recibieron la atención de los divulgadores de la ciencia, gracias en gran parte a la relación de algunos de los patrones de la filotaxis con el número áureo y con la sucesión de Fibonacci. 
Iterson se convirtió en profesor en Delft. También fue el fundador del Cultuurtuin Technical Crops, hoy conocido como el "Huerto Botánico de la Universidad Técnica de Delft". En 1918 se convirtió en miembro de la Real Academia de Artes y Ciencias de los Países Bajos. Se retiró en 1948.